# 银杏街道
银杏街道是中华人民共和国四川省成都市都江堰市下辖的一个街道办事处。

## 行政区划
银杏街道下辖以下村级行政区划单位：
宁江社区、银杏社区、高梗社区、王家桥社区、百花社区村、万岭社区村、上阳社区、上游社区、壹街社区、高桥社区、惠民社区、朝阳社区、学府社区和锦绣社区。